# Ёсикагэ Кира
Ёсикагэ Кира (яп. 吉良 吉影 Кира Ёсикагэ) — персонаж вселенной JoJo’s Bizarre Adventure, главный антагонист 4 части серии Diamond Is Unbreakable. 

## Описание

### Внешность
Ëсикагэ — стройный мужчина со средним ростом и хорошими физическими данными, у которого светлые, зачёсанные назад волосы с несколькими прядями и голубые глаза. Большую часть времени он носит костюм, который предназначен для его работы в офисе: сиреневый пиджак, чёрный галстук с жёлтыми прямоугольниками (позже они сменяются на несколько жёлтых рисунков его стенда), светло-зелёный костюм с жёлтыми полосками, фиолетовые брюки и коричневые туфли.
Внешность Ëсикагэ меняется после опасения его разоблачения как серийного убийцы: он заставляет Айю Цудзи при помощи её стенда поменять его лицо с Косаку Кавадзири, который был убит. После перевоплощения он приобретает новый облик: чёрные колючие волосы и глаза, белый костюм, малиновая рубашка с белыми полосками, чёрный галстук с теми же рисунками Killer Queen и разноцветные туфли.
После приобретения новой способности, Ёсикагэ снова принимает новый облик — на этот раз его волосы полностью зачёсаны назад, становятся седыми, появляются несколько выпирающих полосок чёрного цвета, а сама рубашка меняется на фиолетовую в белую полоску.
Поклонники серии аниме Jojo's Bizarre Adventure строят теории, что самый первый образ Киры был основан на Дэвиде Боуи — известном британском музыканте, поскольку у них есть сходства во внешности (причёска, черты лица, цвет глаз и костюм; данный факт также подтверждается тем, что Хирохико Араки использовал имена известных песен и групп для стендов.

### Характер и личность
Ёсикагэ Кира — ничем не примечательный представитель сарариманов, который предпочитает ежедневную рутину и спокойную жизнь, что он неоднократно описывает в своих монологах:
Меня зовут Кира Ёсикагэ. Мне 33 года. Мой дом находится в северо-восточной части Морио, где расположены все виллы. Я не женат. Я работаю в универмаге Каме Ю и прихожу домой не позднее 8 вечера. Я не курю, но иногда выпиваю. Я ложусь спать в 11 вечера, и убеждаюсь, что я получаю ровно восемь часов сна, несмотря ни на что. Выпив стакан теплого молока и потянувшись минут двадцать перед сном, я обычно без проблем сплю до утра. Словно младенец, я просыпаюсь утром без всякой усталости и стресса. На моём последнем осмотре мне сказали, что у меня нет никаких проблем со здоровьем. Я пытаюсь донести, что я обычный человек, который хочет жить спокойной жизнью. Я забочусь о том, чтобы не утруждать себя какими-либо врагами — победами и поражениями, которые могли бы потревожить мой сон. Вот как я отношусь к обществу, и я знаю, что это приносит мне счастье. Хотя, если бы мне пришлось сражаться, я бы никому не проиграл.
С самого детства он проявлял интерес к литературе, и поэтому он окончил один из университетов по этой специальности. Несмотря на его способности и таланты, он предпочитал оставаться в стороне и уступать первое место на различных конкурсах и соревнованиях, что подтверждается наличием в доме семейства Кира наград за третье и второе места.
У Ёсикагэ уже в юношестве проявилось влечение к рукам: как признался он сам, его возбудили руки Моны Лизы, когда он смотрел на картину с её изображением. Его нездоровый хэнд-фетишизм начал перерастать в убийства женщин с целью заполучения их рук.
Сам Кира — самонадеянный человек, который не сомневается в своих навыках и отдаёт отчёт своим действиям, а также перфекционист. Он не любит сражения, но когда ему приходится вступать в схватки, то он видит себя в них исключительно победителем. Его жестокость и беспощадство только стимулируют больше желания убивать, и для него не составит труда избавиться от нежеланного им человека при помощи своего стенда и не оставить после себя следов, т. к. другие стенды могут видеть лишь их владельцы.
Ёсикагэ большую часть времени остаётся спокойным и хладнокровным человеком, но иногда он может впасть в разные состояния: так, он в состоянии агрессии до полусмерти избил Коити Хиросэ, который оскорбил его; кусал свои ногти до крови от нервозности (эта привычка у него появилась ещё в детстве), когда его могли разоблачить; искренне радовался и злобно смеялся, посчитав, что он победил в схватке со своими врагами.

### Способности
Кира владеет стендом ближнего боя под названием Killer Queen, способного вселять бомбы в любой объект, которого коснулся, после чего хозяин стенда может приказать ему немедленно взорвать бомбу: Killer Queen нажимает большим пальцем левой руки на среднюю фалангу указательного пальца, имитируя нажатия курка на ручном детонаторе. При взрыве, в зависимости от желаний Ёсикагэ, с целью могут исчезнуть и всего его вещи, при этом, взрыв не оставит следов. Кира может контролировать мощность взрыва, а также сделать так, чтобы после него на месте жертвы осталась её правая рука.
Помимо этого, его стенд обладает ещё двумя способностями, именуемые второй и третьей бомбой. Вторая из них — Sheer Heart Attack, автономная бомба, которая отсоединяется от левой руки Killer Queen. Она может передвигаться сама по себе и ориентируется на источники тепла, при контакте с которыми производит сильные взрывы. Третья же, Bites the Dust, представляет собой независимую бомбу, которая помещает Killer Queen в тело носителя. Если носитель любым способом раскроет истинную личность Киры, — по желанию или неосознанно, — Bites the Dust активируется. Все, кто узнают тайну, будут взорваны, а затем создастся временная петля, которая вернёт всех на час назад; для этого Кире нужна жертва для активации способности, поскольку он не может её использовать на самом себе.